# Amédée de Nouailhan
Amédée de Nouailhan est un homme politique français né le 24 novembre 1802 à Mézin (Lot-et-Garonne) et décédé le 30 mai 1880 à Prat-Bonrepaux (Ariège).

## Biographie
Propriétaire terrien, il est élu conseiller général pour le canton de Saint-Lizier le 8 février 1871.
Il est député de l'Ariège de 1871 à 1876, inscrit à la Réunion des Réservoirs et siégeant à droite, avec les légitimistes. Il quitte la vie politique à la fin de la législature.
Il meurt au château de Prat en 1880.